# Лінда Гейтс
Лінда Гейтс (англ. Linda Gates; нар. 24 грудня 1969) — колишня американська тенісистка.
Найвищим досягненням на турнірах Великого шолома було 3 коло в одиночному розряді.

## Фінали Туру WTA

### Одиночний розряд (0-1)
| Результат | Дата                                     | Турнір     | Покриття | Суперниця         | Рахунок  |
| --------- | ---------------------------------------- | ---------- | -------- | ----------------- | -------- |
| Поразка   | Відкритий чемпіонат Японії з тенісу 1985 | Japan Open | Тверде   | Габріела Сабатіні | 3–6, 4–6 |

### Парний розряд (0–1)
| Результат | Дата                           | Турнір | Покриття | Партнерка     | Суперниці                      | Рахунок       |
| --------- | ------------------------------ | ------ | -------- | ------------- | ------------------------------ | ------------- |
| Поразка   | Virginia Slims of Arizona 1986 | Фінікс | Тверде   | Алісія Молтон | Сьюзен Маскарін Бетсі Нагелсен | 3–6, 7–5, 4–6 |

## Фінали ITF
| Легенда         |
| --------------- |
| турніри $25,000 |
| турніри $10,000 |

### Одиночний розряд: 1 (1–0)
| Результат | Ранг | Дата         | Турнір          | Покриття | Суперниця      | Рахунок  |
| --------- | ---- | ------------ | --------------- | -------- | -------------- | -------- |
| Перемога  | 1.   | 7 липня 1985 | Скенектаді, США | Тверде   | Дженні Гудлінг | 6–1, 6–1 |

### Парний розряд: 8 (5–3)
| Результат | Ранг | Дата           | Турнір                            | Покриття | Партнерка        | Суперниці                              | Рахунок       |
| --------- | ---- | -------------- | --------------------------------- | -------- | ---------------- | -------------------------------------- | ------------- |
| Поразка   | 1.   | 23 липня 1983  | Бірмінгем (Алабама), США          | Тверде   | Керін Вілсон     | Синтія Макгрегор Гретхен Раш           | 5–7, 6–7      |
| Перемога  | 1.   | 17 червня 1984 | Фріголд Тауншип (Нью-Джерсі), США | Тверде   | Лінда Гауелл     | Луїс Філд Мішелл Терк                  | 4–6, 6–2, 6–1 |
| Перемога  | 2.   | 22 липня 1984  | Феєтвілл, США                     | Тверде   | Синтія Макгрегор | Ребекка Браєнт Наталія Лайпес          | 6–1, 7–6      |
| Поразка   | 2.   | 30 липня 1984  | Делрей-Біч, США                   | Тверде   | Синтія Макгрегор | Джулі Річардсон Белінда Кордвелл       | 5–7, 0–6      |
| Перемога  | 3.   | 18 серпня 1984 | Мірамар (Флорида), США            | Тверде   | Синтія Макгрегор | Патті Фендік Лінда Гауелл              | 6–2, 2–6, 6–4 |
| Перемога  | 4.   | 23 червня 1985 | Феєтвілл, США                     | Тверде   | Соня Ген         | Керолайн Кулмен Венді Вуд              | 6–4, 6–3      |
| Перемога  | 5.   | 1 липня 1985   | Скенектаді, США                   | Тверде   | Лінн Льюїс       | Гелена Конанз Сесілія Фернандес-Паркер | 7–6, 6–4      |
| Поразка   | 3.   | 18 серпня 1985 | Роенок (Вірджинія), США           | Тверде   | Лей-Енн Елдредж  | Луїс Аллен Ронні Рейс                  | 4–6, 4–6      |